# Mariano Asquerino
Mariano Urdiaín Asquerino, conocido artísticamente como Mariano Asquerino (Reus, 5 de mayo de 1889-Madrid, 5 de diciembre de 1957) fue un actor español.

## Biografía

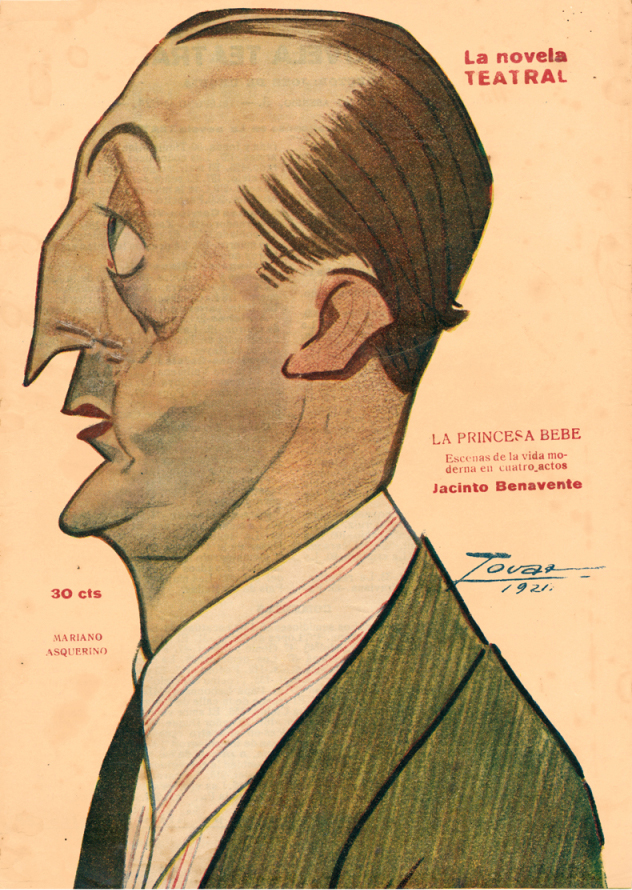
Caricaturizado por Tovar (1921)

Nacido en la localidad tarraconense de Reus en 1889, era hijo de militar y comenzó su trayectoria artística en la década de 1900, primero como actor aficionado y luego profesional, debutando en el Teatro Español de Madrid con la obra La madre tierra, de Enrique Amado. Estrenó, posteriormente, algunas obras de Jacinto Benavente.
Otros estrenos en los que intervino incluyen El rayo (1917), La venganza de Don Mendo (1918), La tela (1925), las tres de Pedro Muñoz Seca o Los caciques (1920), de Carlos Arniches. En cuanto a autores extranjeros, puede mencionarse Un marido ideal (1928), de Oscar Wilde.
En la década de 1930 formó compañía propia con la actriz Irene López de Heredia, interpretando, entre otras obras La prima Fernanda (1931), de los Hermanos Machado, Farsa y licencia de la Reina Castiza y El embrujado (1931), ambas de Ramón María del Valle-Inclán y La escuela de las princesas (1930), La princesa Bebé (1940) y Campo de armiño (1940), ambas de Jacinto Benavente. 
De su trayectoria posterior a la Guerra civil española, pueden destacarse su participación en los estrenos de La casa (1946), de José María Pemán, La propia estimación (1950), de Jacinto Benavente, Ha llegado Don Juan (1952), de Jacinto Benavente, junto a Isabel Garcés, Milagro en la Plaza del Progreso (1953), de Joaquín Calvo Sotelo, Medida por medida (1955), de Shakespeare o El amor de los cuatro coroneles (1957), de Peter Ustinov. Su última obra fue ¿Dónde vas, Alfonso XII? (1957), de Juan Ignacio Luca de Tena, en el Teatro Lara de Madrid, poco antes de morir.
Unido sentimentalmente a Eloísa Muro, fue padre de la actriz María Asquerino. Posteriormente, inició una relación sentimental con Irene López de Heredia. Falleció en Madrid el 5 de diciembre de 1957.

## Premios
- Medalla de Oro del Círculo de Bellas Artes al Mejor Intérprete del Año 1948.[5]